# Chapter Four: Dear Billy
"Chapter Four: Dear Billy" es el cuarto episodio de la cuarta temporada y el n° 29 en general de la serie de televisión estadounidense de ciencia ficción y drama de terror Stranger Things. Fue escrita por Paul Dichter y dirigida por Shawn Levy. El episodio se lanzó el 27 de mayo de 2022 en Netflix, junto con los otros seis episodios que componen el volumen 1 de la temporada.
Ambientada el 24 de marzo de 1986, "Dear Billy" se centra en las luchas mentales de Max Mayfield y su intento de sobrevivir a la caza de Vecna.  El episodio recibió elogios universales y se destacó como lo más destacado de la temporada. Los elogios se dirigieron a las actuaciones, los efectos visuales, la cinematografía y el impacto emocional. Se elogió especialmente la historia de Max y la actuación de Sadie Sink, el uso de "Running Up That Hill" de Kate Bush durante el clímax del episodio y los temas de depresión y suicidio.   Los críticos también elogiaron la aparición especial de Robert Englund, así como la escritura de Dichter y la dirección de Levy, esta última sobre todo por una secuencia de una sola toma.

## Trama
Después de que Once acepta la oferta del Dr. Owens de recuperar sus poderes nuevamente, Owens envía a los agentes Stinson, Harmon y Wallace para informar a Mike, Will y Jonathan sobre la situación en Hawkins y que, mientras Once completará su entrenamiento, deben estar  confinados en su casa con Harmon y Wallace como guardias.
Mientras tanto en Hawkins, Max le cuenta a sus amigos sobre la visión que tuvo de Vecna y presiente que la esta apuntando a ella como su próxima víctima. En ello, Lucas se une al grupo para advertirle de la cacería de Jason y se entera de la situación de Max. En la mañana, Lucas junto a  Dustin y Steve observan a Max escribiendo y entregando cartas de despedida para sus amigos y seres queridos por si le llegara a pasar algo. Para buscar información sobre Víctor Creel, Nancy y Robin se hacen pasar por estudiantes universitarias para entrevistarlo en Pennhurst Asylum. En Pennhurst, Víctor les cuenta que con su familia llegaron al pueblo en 1959 pero al poco tiempo comenzaron a experimentar sucesos e ilusiones sobrenaturales en su casa, y los horrores culminaron con el asesinato de la esposa y los hijos de Víctor y su posterior arresto. Nancy y Robin también descubren que la música fue clave para la supervivencia de Víctor al saber que al momento de su posesión, se liberó al escuchar una canción.
Joyce y Murray llegan a Alaska, donde entregan el pago del rescate al contacto de Antonov, Yuri, un extravagante piloto a cambio de la liberación de Hopper. Pero los droga y planea entregarlos, junto con Hopper y Antonov, a los rusos para obtener mayores ganancias. En Rusia, Hopper escapa de la prisión y se refugia en una iglesia, pero pronto es capturado, al igual que Antonov.
De vuelta en Lenora Hills, Mike y Will reafirman su amistad mientras ellos y Jonathan comienzan a planear su escape a Hawkins para advertir a sus amigos de lo que está sucediendo. Sin embargo, sus planes se descarrilan cuando soldados armados mandados por Sullivan atacan la casa, hiriendo a Wallace, mientras Harmon los protege. Con la ayuda de Argyle, Mike, Will y Jonathan escapan, trayendo consigo a Harmon herido.
Después de que Max sufre otra visión mientras habla con su madre, visita la tumba de Billy para leerle su carta. Pronto es poseída por Vecna y finalmente se encuentra en un altar dentro de su mente. Lucas, Dustin y Steve intentan despertarla pero fue en vano. Nancy y Robin les dicen que tocar música rompe el control de Vecna y ponen la canción favorita de Max, "Running Up That Hill", en el reproductor de casetes de Max. Esto abre un portal dentro de la mente de Max, y después de que ella recuerda momentos felices de sus amigos, Max puede correr hacia el portal, escapando por poco de Vecna.

## Recepción
En Rotten Tomatoes, el episodio tiene un índice de aprobación del 100% según 5 reseñas, con una calificación promedio de 9,0/10. 
El episodio se incluyó en la lista de muchas publicaciones de los mejores episodios de televisión de 2022. British GQ lo clasificó como el segundo mejor episodio del año,  Mashable SEA lo colocó en el número cinco,  TV Guide lo colocó en el número nueve,  y Mashable lo nombró el undécimo mejor,  mientras que Entertainment Weekly lo incluyó en su lista no clasificada de "Los 33 mejores episodios de televisión de 2022". 

## Impacto
El uso de "Running Up That Hill" de Kate Bush durante el clímax del episodio  revivió la popularidad de la canción,  que encabezó la lista de singles del Reino Unido y en varios otros países:  Australia,  Bélgica,  Irlanda,  Lituania,  Luxemburgo,  Nueva Zelanda,  Suecia,  y Suiza.